# Prolaktinom
Prolaktinom je nezhoubný nádor (adenom) hypofýzy, která produkuje hormon zvaný prolaktin. Jedná se o nejčastější typ funkčního nádoru podvěsku mozkového. Příznaky prolaktinomu způsobuje zvýšená hladina prolaktinu v krvi (hyperprolaktinémie) nebo tlak nádoru na okolní tkáně.
Prolaktin u žen stimuluje produkci mateřského mléka a má vliv například i na regulaci nálady, proto jsou hladiny prolaktinu obvykle vyšší během těhotenství a po porodu. Při každém kojení hladina prolaktinu stoupá a tento proces pomáhá udržovat tvorbu mléka. Po několika týdnech od ukončení kojení se hladina prolaktinu u matky vrátí do normálu. U mužů je prolaktin zodpovědný za refrakterní fázi po orgasmu a jeho nadměrná hladina může vést k erektilní dysfunkci.
Na základě velikosti lze prolaktinomy rozdělit na mikroprolaktinomy (průměr menší než 10 mm) a makroprolaktinomy (průměr větší než 10 mm).

## Příznaky
Příznaky prolaktinomu se obecně dělí na ty, které způsobuje zvýšená hladina prolaktinu, a ty, jež vyvolává tlak na okolní tkáň.
Symptomy vyvolané zvýšenou hladinou prolaktinu:
- Amenorea (vynechání menstruace minimálně ve dvou cyklech)
- Galaktorea (vylučování mateřského mléka mimo období kojení; u mužů se vyskytuje zřídka)
- Ztráta axilárního a pubického ochlupení
- Hypogonadismus (snížená funkce pohlavních žláz)
- Gynekomastie (zvětšení prsou u mužů)[4]
- Erektilní dysfunkce (u mužů)

Symptomy vyvolané tlakem nádoru na okolní tkáň:
- Bolesti hlavy[5]
- Poruchy zraku – výpadky zorného pole, rozmazané vidění, snížená zraková ostrost[5]
- Paréza mozkových nervů – zejména u invazivních karcinomů nebo při krvácení do hypofýzy[5]
- Mezi vzácné projevy patří i epileptické záchvaty, hydrocefalus či jednostranný exoftalmus[5]

Krvácení do hypofýzy neboli pituitární apoplexie je urgentní stav, který se projevuje silnými bolestmi hlavy, poruchami vidění a panhypopituitarismem (nedostatečnou sekrecí hormonů hypofýzy).

## Příčiny
Příčina vzniku adenomů hypofýzy není dosud známá. Bylo prokázáno, že stres může významně zvýšit hladinu prolaktinu, nicméně za spouštěč tohoto onemocnění se obvykle nepovažuje. Většina nádorů hypofýzy je sporadická – nepřenáší se geneticky z rodičů na potomky.
Mírné zvýšení hladiny prolaktinu (do 5000 mIU/l) většinou nezpůsobují mikroprolaktinomy, nýbrž některé léky na předpis. Mezi další příčiny patří jiné nádory hypofýzy, těhotenství a kojení.

## Léčba
Cílem léčby je vrátit sekreci prolaktinu do normálu, zmenšit velikost nádoru, odstranit případné poruchy zraku a obnovit normální funkci hypofýzy. Před diagnostikováním prolaktinomu je třeba vyloučit vliv stresu. Cvičení může významně snížit stres, a tím i hladinu prolaktinu. V případě velmi rozsáhlých nádorů je mnohdy možné dosáhnout pouze částečného snížení hladiny prolaktinu.

### Léky
Za normálních okolností inhibuje sekreci prolaktinu chemická látka zvaná dopamin. Lékaři proto mohou přistoupit k léčbě prolaktinomu pomocí léků, jako jsou například bromokriptin nebo kabergolin, které účinek dopaminu napodobují. Takové typy léčiv se nazývají agonisté dopaminu. Tyto látky úspěšně zmenšují nádor a vracejí hladinu prolaktinu do normálu přibližně u 80 % pacientů.
Mezi další agonisty dopaminu, jež se ovšem k inhibici prolaktinu používají méně často, patří například dihydroergokryptin, lisurid, metergolin, pergolid, quinagolid či tergurid.

### Operace
K chirurgickému zákroku je vhodné přistoupit v případě, že pacient špatně snáší medikamentózní léčbu nebo pokud se dlouhodobě nedaří snížit hladinu prolaktinu, obnovit normální reprodukční funkci a funkci hypofýzy a zmenšit velikost nádoru. Pokud je farmakoterapie úspěšná pouze částečně, je přesto vhodné v ní pokračovat, eventuálně v kombinaci s chirurgickou léčbou nebo radioterapií.
Úspěšnost operace do značné míry závisí na velikosti nádoru a hladině prolaktinu. Čím vyšší je hladina prolaktinu, tím menší je šance na normalizaci sérové hladiny prolaktinu. Farmakologická léčba však může po operaci vrátit sérovou hladinu prolaktinu do normálního rozmezí dokonce i u pacientů s velkými nádory, které nelze zcela odstranit. 